# 데이비드 스필버그

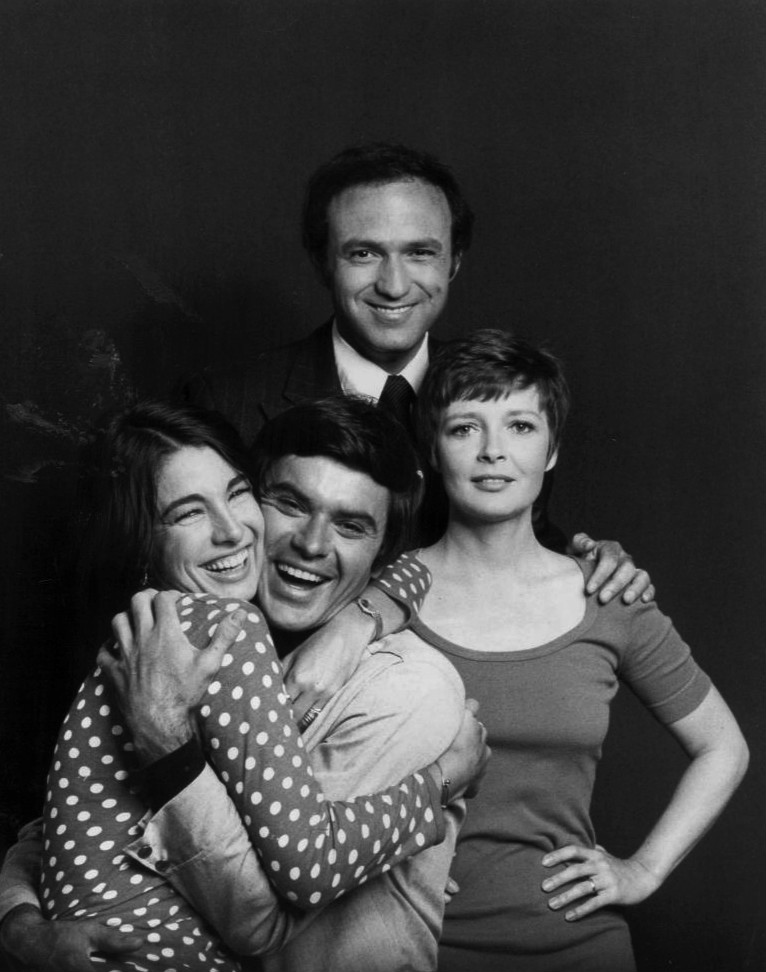

데이비드 스필버그(David Spielberg, 1939년 3월 6일 ~ 2016년 6월 1일)는 미국의 배우이다.
웨스라코에서 태어났으며 로스앤젤레스에서 사망하였다.

## 출연 작품
- 새벽의 저주 - 온 더 플레인 (2007년) - 콘로이 역
- 스네이크 (1999년)
- 모정의 선택 (1997년)
- 레드 리본 블루스 (1996년)
- 애니를 위한 곳 (1994년)
- 위험한 동침 (1992년)
- 리오행 90분 (1992년)
- 라스트 투 고 (1991년)
- 법과 질서 (1990년)
- 영광과 오욕 (1989년)
- 더 스트레인저(영어판) (1987년)
- 와이즈가이 (1987년)
- 워 앤드 러브 (1985년)
- 크리스틴 (1983년) - 케이시 역
- 사랑의 총구 (1980년)
- 리얼 라이프 (1979년)
- 윈터 킬 (1979년)
- 아메리칸 걸즈 (1978년)
- 마틴 루터 킹 (1978년)
- 콰이어보이 (1977년)
- 허슬 (1975년)
- 마지막 승부 (1975년)
- 로우 앤 디소더 (1974년)
- 감마선은 금잔화에 어떤 영향을 끼쳤나? (1972년)
- 심야의 테러 (1972년)

### 텔레비전
- 원 라이프 투 리브 (1968년)
- 달리는 욕망 (1978년)
- 형사 Q (1976년)
- 기동순찰대 (1977년)
- ER (1994년)
- SOS 해상 구조대 (1989년)